# SS Java (1865)
El SS Java fue un transatlántico británico y francés construido en 1865 en Glasgow por J. G. Thompson & Co. Trabajaba para la Cunard Line. Un pasajero, el músico Philo Adams Otis, señaló:

En 1873 sólo había cuatro buenos buques de la compañía Cunard en el servicio de Liverpool: Russia, Scotia, Cuba, y Java. Los dos primeros tenían ruedas laterales y se anunciaban como "sin pasajeros de primera clase". Los antiguos viajeros llamaban a estos dos últimos buques "Cuba rodante" y "Java saltarín", respectivamente, debido a ciertas peculiaridades que presentaban con mal tiempo y que no favorecían especialmente la comodidad de los pasajeros.

En 1877, el buque fue reequipado con motores compuestos por Fawcett, Preston & Co., Liverpool, y fletado a Warren Line, hasta que un año más tarde fue vendido a Red Star Line y rebautizado como SS Zeeland.
En 1889 fue vendido a una compañía francesa y rebautizado como Electrique. En 1892 fue vendido de nuevo a J. Herron & Co de Liverpool y rebautizado de nuevo como Lord Spencer. En 1895, durante un viaje de San Francisco a Nueva York, desapareció. Según un relato, colisionó contra el Prince Oscar el 13 de julio y se hundió poco después.